# Helmut Rhode
Helmut Rhode (* 24. Oktober 1915 in Berlin; † 6. Oktober 1995) war ein deutscher Architekt.

## Werdegang
Von 1933 bis 1938 studierte er Architektur an der Technischen Hochschule Berlin; ab 1938 arbeitete er im Büro von Helmut Hentrich (Hentrich & Heuser) in Düsseldorf. Im Jahre 1950 gründete er sein eigenes Architekturbüro in Düsseldorf. Am 1. Januar 1971 gründete er die Bürogemeinschaft RKW Rhode Kellermann Wawrowsky zusammen mit Friedel Kellermann und Hans Günter Wawrowsky.

## Bauten (Auswahl)
- 1953: Wohnhaus, Düsseldorf-Niederkassel, Leostraße 72
- 1956–1957: ARAG-Hauptverwaltungsgebäude, Düsseldorf-Mörsenbroich, Heinrichstraße 155
- 1958: Kaufhaus Merkur, Duisburg mit Harald Loebermann[2]
- 1960–1961: Horten-Hauptverwaltungsgebäude, Düsseldorf-Oberlörick, Am Seestern 1
- 1961: Wohnhaus, Düsseldorf-Düsseltal (Zoopark), Faunastraße 1–1a/Graf-Recke-Straße 18
- 1965–1967: 4. VDI-Haus in Düsseldorf-Düsseltal, Graf-Recke-Straße 84
- 1970–1971: Hauptverwaltungsgebäude der Beton- und Monierbau A-G in Düsseldorf-Golzheim, Am Bonneshof 6

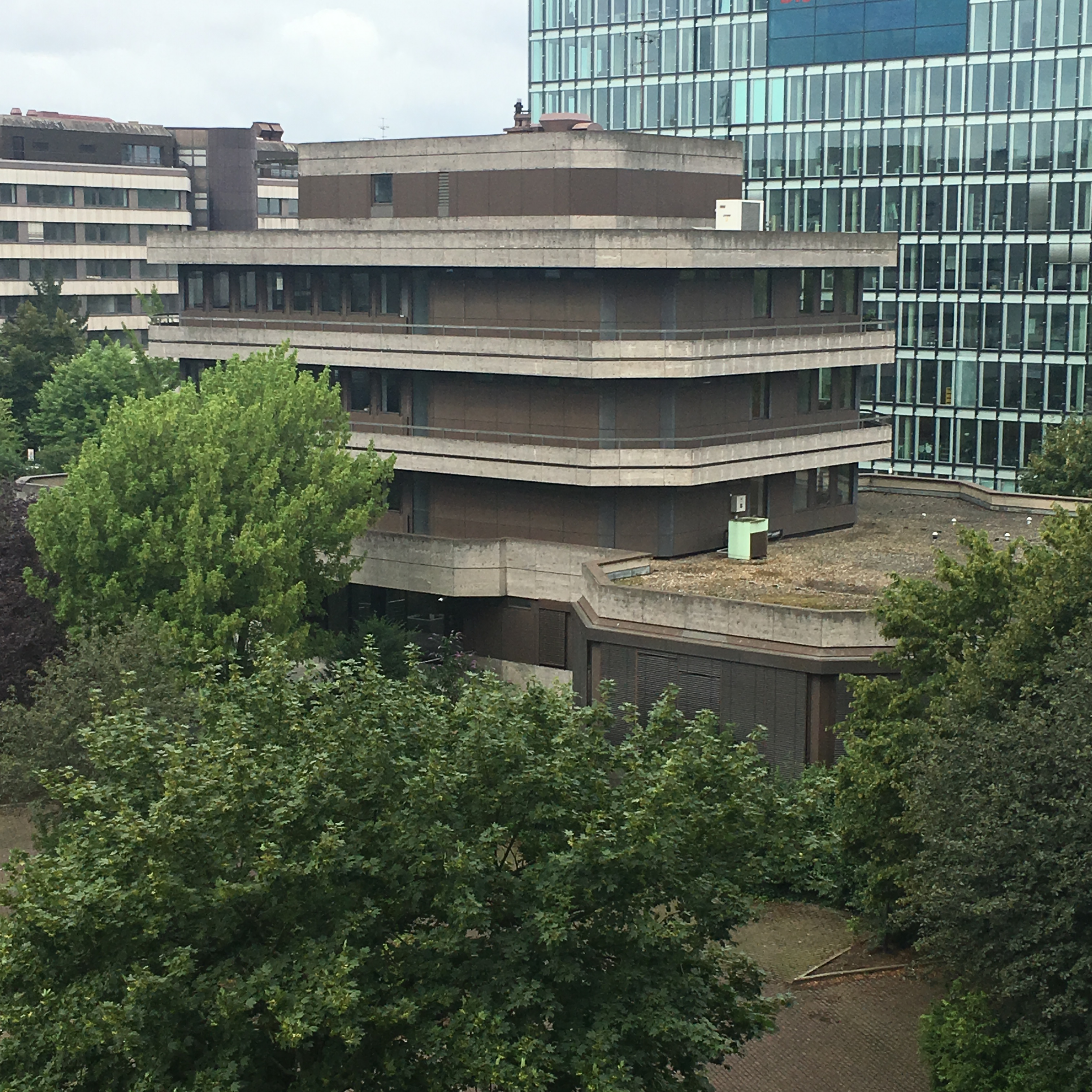
Horten-Verwaltungsgebäude

## Sonstiges
Helmut Rhode entwarf die Hortenkachel, die als einheitliches Gestaltungselement mit Wiedererkennungswert an vielen Gebäuden der Horten-Warenhauskette verwendet wurde.